# Jean Kickx (1775-1831)
Jean Kickx (Bruselas, 9 de marzo de 1775-ibídem, 27 de marzo de 1831) fue un botánico y mineralogista flamenco. Su hijo Jean Kickx (1803-1864) y su nieto Jean Jacques Kickx (1842-1887), ambos se convirtieron en profesores de botánica en la Universidad de Gante.
Trabajó como profesor de botánica, farmacia y mineralogía en Bruselas, convirtiéndose en un miembro de la Real Academia de Bélgica en 1817. En 1827 Barthélemy Charles Joseph Dumortier nombró el género Kickxia (familia Plantaginaceae ) en su honor.

## Trabajos principales
- "Flora bruxellensis, exhibens characteres generum et specierum plantarum", 1812

- "Tentamen Mineralogicum: seu mineralium nova distributio in classes, ordines, genera, species, cum varietatibus et synonimis auctorum, cui additur lexicon mineralogicum in quo artis vocabula exponuntur", 1820

- "Accurata descriptio plantarum officinalium et venenatarum tum phanerogamarum tum cryptogamarum, in agro Lovaniensi sponte crescentium", 1827.[4][5]

## Honores

### Eponimia
Géneros
- de fanerógamas (Scrophulariaceae) Kickxia Dumort.[6]
- La abreviatura «J.Kickx» se emplea para indicar a Jean Kickx como autoridad en la descripción y clasificación científica de los vegetales.[7]